# Нюстрём, Стиг
Стиг Нюстрём (швед. Stig Nyström; 25 ноября 1919 — 31 июля 1983) — шведский футболист, нападающий.

## Карьера
Стиг Нюстрём начал карьеру в молодёжном составе клуба «Браге» из родного Норрчёпинга в 1934 году. Спустя 4 года он стал играть за основной состав команды. В сезоне 1940/1941 Нюстрём стал лучшим бомбардиром чемпионатов Швеции с 17 голами. В 1943 году Стиг перешёл в «Юргорден», где играл до 1951 года.
В составе сборной Швеции Нюстрём дебютировал 11 июня 1939 года в матче с Литвой, в котором его команда выиграла 7:0, а сам нападающий забил один гол. После этого он не выступал за первую сборную до 1947 года. В 1948 году Нюстрём поехал на Олимпиаду, на которой его команды выиграла золотую медаль, но сам игрок на поле не выходил. Всего за национальную команду Стиг провёл 10 матчей и забил 4 гола, а также провёл один матч за вторую сборную Швеции.

## Достижения
- Лучший бомбардир Чемпион Швеции: 1940/41 (17 голов)